# 22860 Френсілемп
22860 Френсілемп (22860 Francylemp) — астероїд головного поясу, відкритий 9 вересня 1999 року.
Тіссеранів параметр щодо Юпітера — 3,499.